# Sophia Thoreau
Sophia Elizabeth Thoreau (Chelmsford, 1819–Bangor, 1876) fue una editora estadounidense. Como hermana de Henry David Thoreau y su cercana colaboradora, fue responsable de la publicación póstuma de muchas de sus conocidas obras.

## Biografía

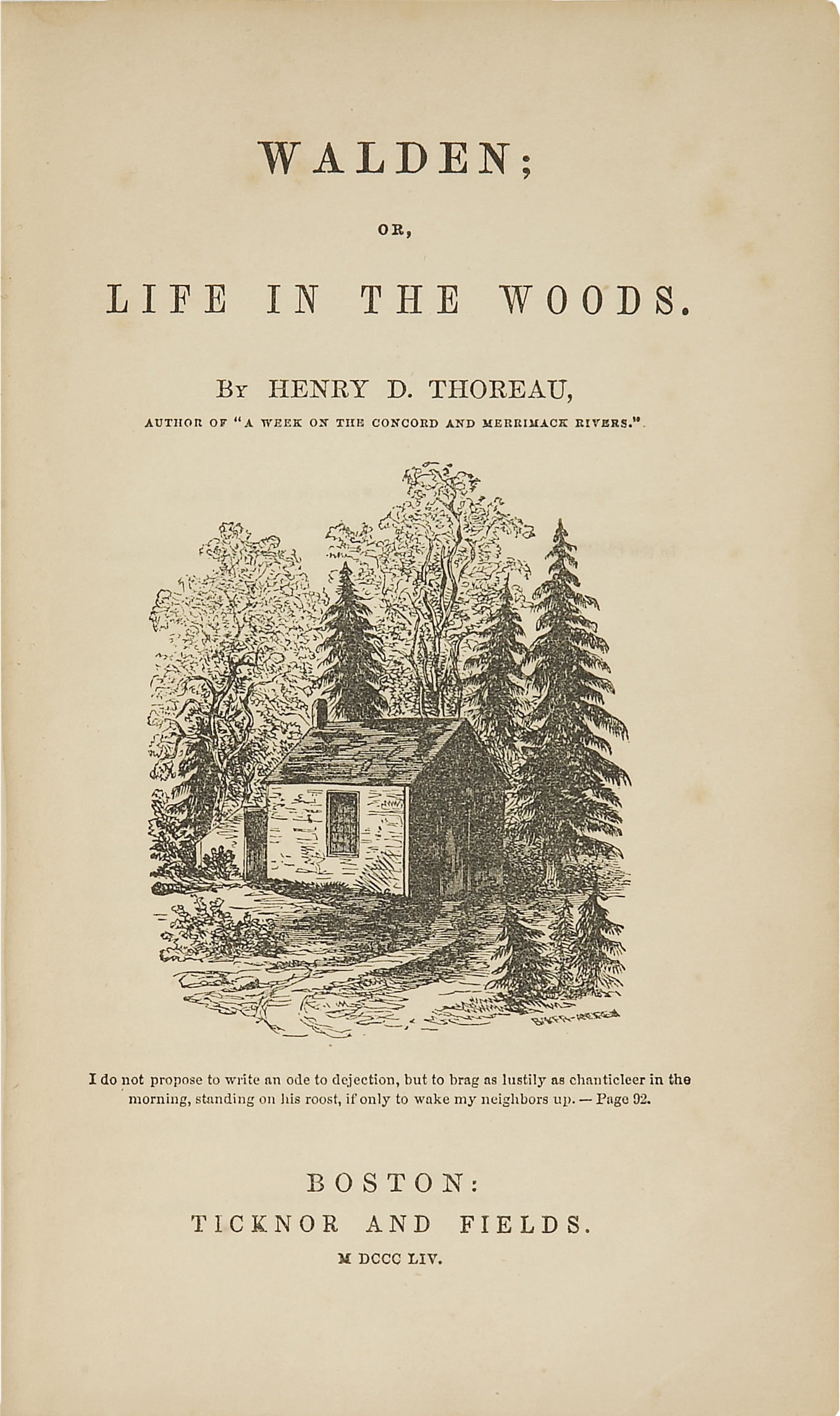
Portada de Walden con el dibujo que Sophia Thoreau hizo de la casa de su hermano.

Sophia Thoreau nació en Chelmsford, Massachusetts, el 24 de junio de 1819, la menor de cuatro hijos de la familia Thoreau. Sophia fue una defensora activa del abolicionismo así como artista, jardinera, naturalista y maestra.  Era miembro de la sociedad en contra de la esclavitud, The Concord Ladies’ Antislavery Society and the Middlesex Antislavery Society. Tras la muerte de su padre, John Thoreau, Sophia se ocupó de sus intereses comerciales.
Después de la muerte de Henry David Thoreau en 1862, Sophia Thoreau se convirtió en la editora principal de sus obras publicadas póstumamente, Excursions (1863), The Maine Woods (1864), Cape Cod (1865) y A Yankee in Canada (1866).  También eligió al editor para la publicación de la revista de Thoreau. La influencia de Sophia Thoreau en la publicación póstuma del trabajo de Henry David Thoreau a menudo se pasó por alto y se atribuyó a Ralph Waldo Emerson y William Ellery Channing. 
En la década de 1860, Sophia Thoreau comenzó a escribir poemas sobre hojas que había aplanado y secado en su prensa de flores. Sophia era una ávida coleccionista de especies botánicas, al igual que su hermano Henry David Thoreau.
Sophia Thoreau murió en Bangor, Maine, el 7 de octubre de 1876.
Desde el 2017, Museo Concord conserva un daguerrotipo de Sophia Thoreau que data de 1855.